# Bisben
Der Bisben ist eine nicht von der FCI anerkannte Hunderasse aus Indien, Himalaja.

## Herkunft und Geschichte
Der  Bisben Schäferhund ist mit anderen Himalajarassen verwandt, wird aber manchmal fälschlicherweise als Art der Tibetdogge angesehen. Eine Auffälligkeit ist bei dieser Rasse der wolfsartige Kopf, der ihn deutlich von der Tibetdogge unterscheidet.

Es gibt zahlreiche Theorien über den Ursprung der Bisben Rasse, die beliebteste ist, dass es das Ergebnis von Paarungen zwischen den Wölfen und Hirtenhunden sei.

## Beschreibung
Sein muskulöser Körper ist mit einem dicken, dichtem mittlerer Fell bedeckt und macht diese Rasse äußerst wetterfest, den harten Bedingungen des Himalaja angepasst. Die Fellfarbe ist Schwarz mit großen weißen Markierungen auf Füßen und Brustkasten, aber auch wolfsgraue und dreifarbige Hunde werden an einigen Stellen gefunden. Die Durchschnittsgröße liegt bei 65 cm.

## Wesen
Mächtig und wild, wird dieser seltene Himalayamolosser in erster Linie als Herdenwächter und Treiber verwendet, aber er kann auch einen guten Wachhund und Jagdbegleiter abgeben. Wie viele Hirtenhunde, die auf sich alleine gestellt die Herden bewachen, kann er Fremden gegenüber sehr aggressiv auftreten und das Hab und Gut selbstlos verteidigen. Seine Ausbildung muss deswegen sehr sorgfältig erfolgen.